# Полтавский литературно-мемориальный музей В. Г. Короленко
Полтавский литературно-мемориальный музей В. Г. Короленко — музей писателя В. Г. Короленко в Полтаве. Расположен на улице имени писателя, вблизи городского парка Победы.

## История

Бюст В. Г. Короленко перед музеем

Из Санкт-Петербурга в Полтаву писатель вместе с семьей приехал 11 сентября 1900 года по приглашению своего знакомого по Якутской ссылке М. И. Сосновского. Вначале семья поселилась на Александровской улице в доме Старицкого, а летом 1903 года переехала в этот дом доктора Будаговского по Мало-Садовой улице № 1 (ныне переименованной в улицу Короленко).
Короленко жил в этом доме 18 лет — до своей смерти в 1921 году. В этом доме писателя навещали многие известные люди, так в 1920 году его посетил А. В. Луначарский.
Как редактор Петербургского журнала «Русское богатство» он часто выезжал в Петербург, с начала 1914 по лето 1915 года жил с семьей во Франции, где проходил лечение, но последние годы жизни провёл в этом доме в Полтаве, в кабинете которого и умер 25 декабря 1921 года.
Музей был организован в 1940 году на основе состоявшейся ещё в 1928 году выставки, организованной по случаю 75-летия со дня рождения писателя. Первой заведующей музея стала дочь писателя Софья Владимировна.
Во время Великой Отечественной войны экспозиция музея была эвакуирована в Свердловск. Перед отступлением из Полтавы гитлеровцы сожгли дом писателя, не вывезенные из него экспонаты сгорели, в частности, погиб портрет Короленко работы Н. А. Ярошенко. 
2 декабря 1941 года на последней странице газеты «Уральский рабочий» была опубликована заметка о том, что в областной библиотеке им. В. Г. Белинского открылся музей В. Г. Короленко. В ней также сообщалось о подготовке к открытию 25 декабря выставки, на которой будут экспонироваться рукописи, фото, издания и письма. Выставочная работа проводилась под руководством и непосредственном участии С. В. Короленко. 1 октября 1943 года в штат музея принята Любовь Константиновна Гейштор, автор книги «Вблизи Короленко». В главе «Короленко на Урале» она подробно рассказывает о работе музея в Свердловске.
К 25 декабря 1946 года здания были восстановлены и музей продолжил работу в Полтаве. В 1978 году была проведена реэкспозиция.

## Описание

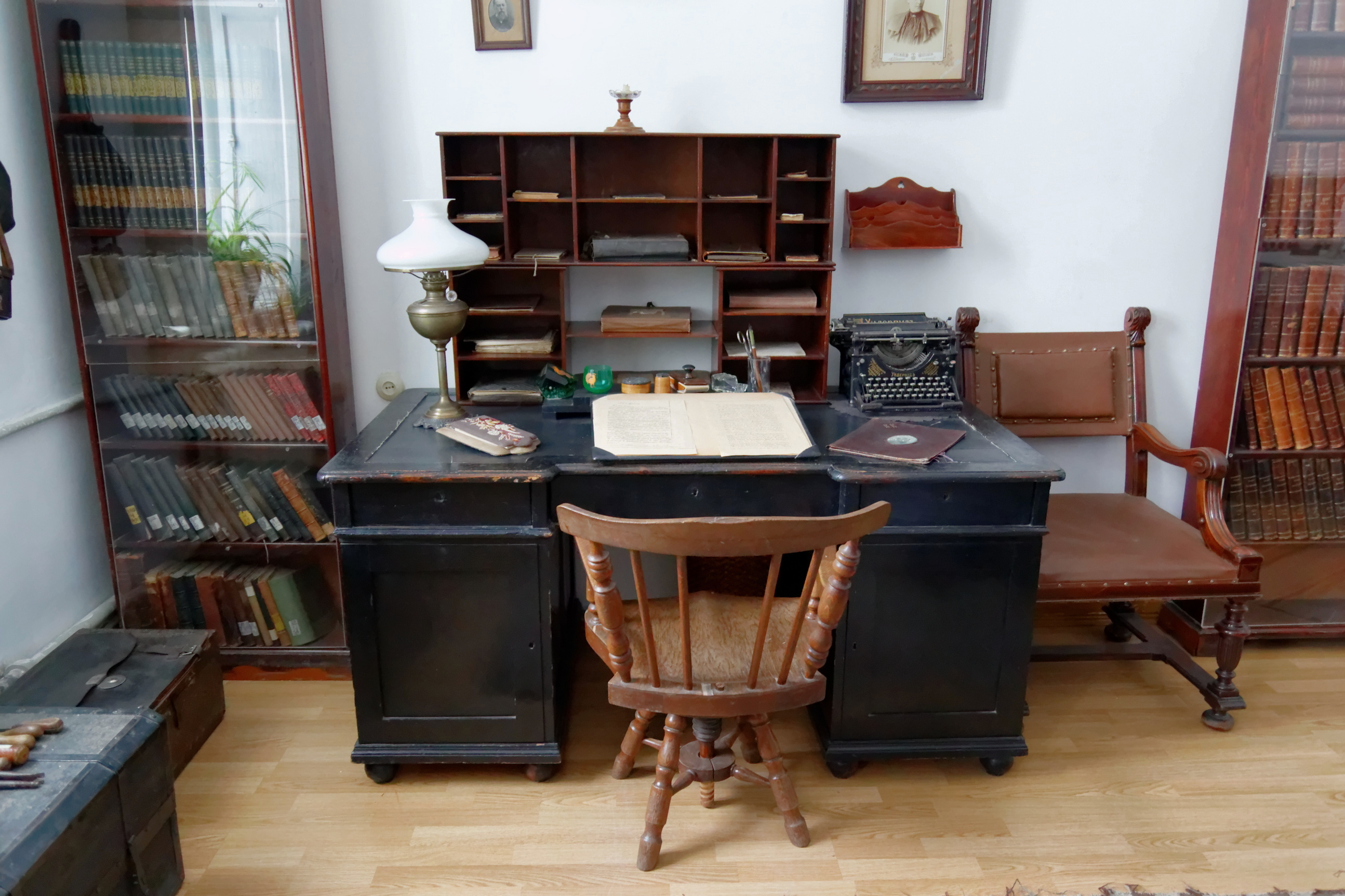
Рабочий стол в кабинете писателя

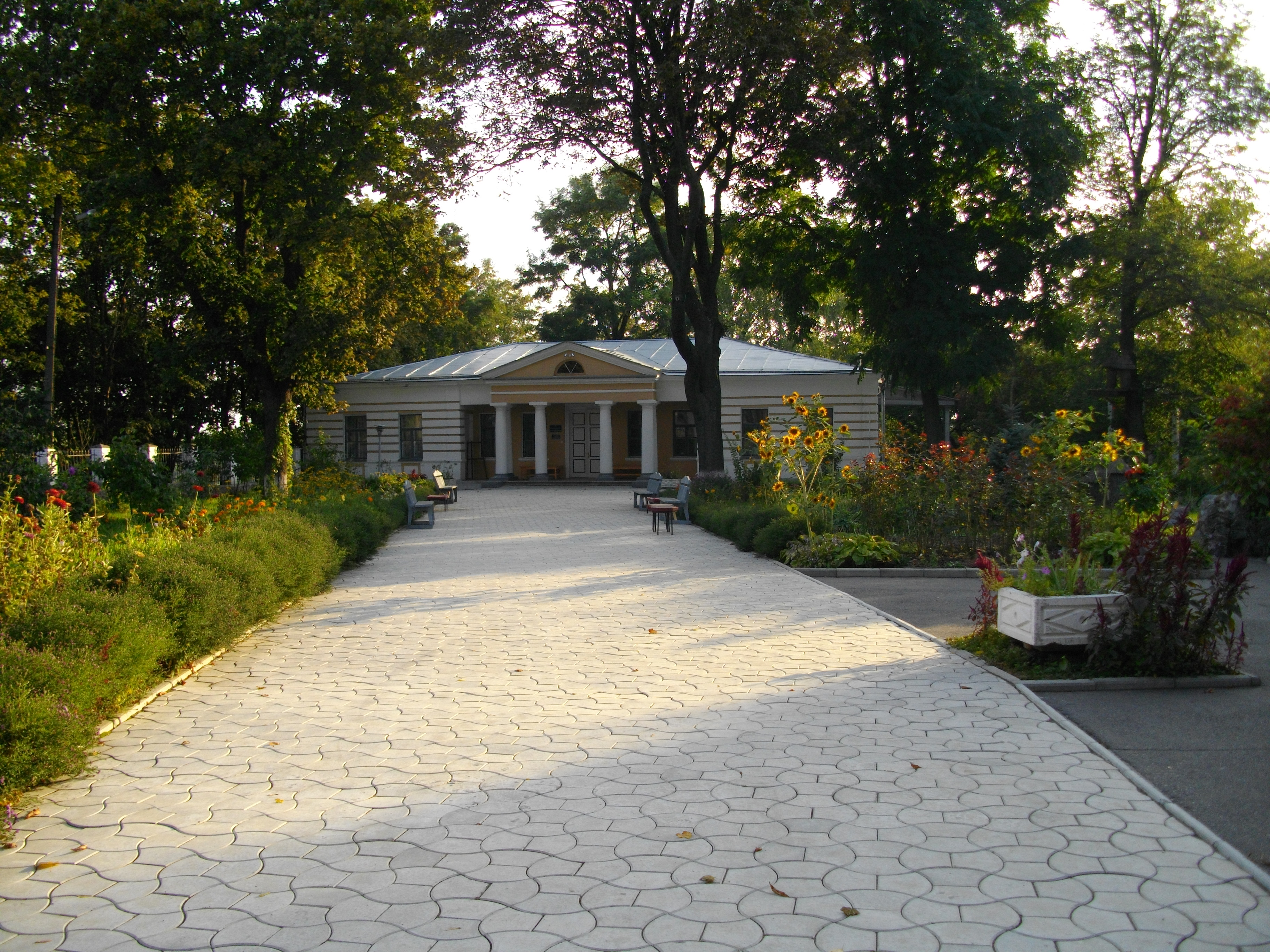
Дорожка к флигелю

В состав музейного комплекса входят усадьба писателя, флигель (выставочный зал), могила писателя и его жены на территории городского парка «Победа».
Экспозиция музея включает более 10 тысяч экспонатов: личные вещи Короленко и его семьи, книги и газеты с его библиотеки, произведения изобразительного искусства, рукописи цикла сибирских рассказов, фотографии, коллекция автографов В. Г. Короленко, Н. Г. Чернышевского, А. П. Чехова, И. Е. Репина и других и т. д.
В музее демонстрируются портреты В.Короленко, в частности портрет 1909 года работы художника Ивана Пархоменко.
Центром экспозиции является рабочий кабинет писателя, где в 10 ч. 30 мин. вечера 25 декабря 1921 года перестало биться его сердце. В кабинете стоит служивший писателю 36 лет письменный стол, приобретенный им на свои первые литературные гонорары, стеклянная чернильница, две ручки из карельской березы, деревянная кушетка, выполненная по чертежу Короленко. В этом кабинете им были написаны «История моего современника», «Сорочинская трагедия» и другие произведения.
Бюст Короленко, расположенный перед зданием музея, изготовлен в 1962 году совместно скульпторами М. Д. Декерменджи и А. А. Шапраном.